# Mount Allison
Mount Allison är ett berg i Antarktis. Det ligger i Östantarktis. Nya Zeeland gör anspråk på området. Toppen på Mount Allison är 1 600 meter över havet.
Terrängen runt Mount Allison är platt åt nordost, men åt sydväst är den kuperad. Trakten är obefolkad. Det finns inga samhällen i närheten.